# دان هيب
دان هيب هو نقابي وسياسي كندي، ولد في 25 سبتمبر 1925 في وينيبيغ في كندا، وتوفي في 25 أبريل 2014 في تورونتو في كندا. نشط حزبياً في الحزب الديمقراطي الجديد. وقد انتخب عضو مجلس العموم الكندي عن دائرة Trinity—Spadina (federal electoral district) ‏ (1988 – 1993).